# Szihelne
Szihelne (szlovákul Sihelné) község Szlovákiában, a Zsolnai kerületben, a Námesztói járásban.

## Fekvése
Námesztótól 15 km-re északra, az Árvai-Beszkidek hosszan elnyúló völgyében fekszik.

## Története
A falu 1630 körül keletkezett az árvai váruradalom területén. Első említése 1629-ben „Szihelne” néven történt. 1659-ben „Sylne” néven találjuk. 1715-ben 335 lakosa volt. 1778-ban 495 lakos élt a községben. 1786-ban „Sihelne” néven említik. A falu bírájának irányítása alá tartozott.
A 18. század végén Vályi András így ír róla: „SZIHELNE. Tót, és lengyel falu Árva Várm. földes Ura a’ Királyi Kamara, lakosai katolikusok, fekszik Rapcsához nem meszsze, és annak filiája, Beszkéd hegye alatt; határja sovány termésű.”
1828-ban 172 házában 965 lakos élt, akik a mezőgazdaságon kívül állattartással, len termesztéssel és vászonszövéssel foglalkoztak.
Fényes Elek 1851-ben kiadott geográfiai szótárában így ír a faluról: „Szihelne, tót falu, Árva vmegyében elszorva a hegyeken és völgyéken: 960 kath., 5 zsidó lak. 3 vizimalom. 54 2/8 sessio. Lentermesztés. Juhtartás. Hires sajt. Gyolcs és fa eszközők készitése. F. u. az árvai uradalom. Ut. p. Rosenberg.”
A trianoni diktátumig Árva vármegye Námesztói járásához tartozott

## Népessége
| Év:            | 1994. | 2004.    | 2014.   | 2024.   |
| -------------- | ----- | -------- | ------- | ------- |
| Emberek száma: | 1821  | 2017     | 2109    | 2166    |
| Eltérés:       |       | +10,76 % | +4,56 % | +2,70 % |

| Év:            | 2023. | 2024.   |
| -------------- | ----- | ------- |
| Emberek száma: | 2186  | 2166    |
| Eltérés:       |       | -0,91 % |

1910-ben 713, túlnyomórészt szlovák lakosa volt.
2001-ben 1971 lakosából 1964 szlovák volt.
2011-ben 2046 lakosából 2020 szlovák.

## Külső hivatkozások
- E-obce.sk[halott link]
- Községinfó
- Szihelne Szlovákia térképén